# 塔本シスコ
塔本 シスコ（とうもと しすこ、1913年〈大正2年〉 - 2005年〈平成17年〉）は、日本の素朴派の画家。熊本県出身。
48歳の時に軽い脳溢血で倒れた後、手足のリハビリをかねて独学で絵を描く。本格的に絵を描き出すようになったのは53歳になってからである。日本では山下清や谷内六郎とともに素朴派の画家とされている。

## 略歴
- 1913年（大正2年） - 熊本県八代郡郡築村（現・八代市）に生まれ、熊本県下益城郡松橋町（現・宇城市）に9人弟妹の長女として育つ。養父はサンフランシスコ行きの夢を託し「シスコ」と名付けた。
- 1933年（昭和8年） - 塔本末蔵と結婚。
- 1943年（昭和18年） - 長男 賢一誕生。46年に長女 和子誕生。
- 1959年（昭和34年） - 夫 末蔵労災死。体調不良が続く。
- 1961年（昭和36年） - 軽い脳溢血で倒れ、手足と心のリハビリをかねて石を彫る。家にある画材で絵を描き始める。
- 1967年（昭和41年） - 熊日総合美術展に出品。
- 1969年（昭和44年） - 具現美術協会でカワチ賞・奨励賞を受賞。
- 1970年（昭和45年） - 長男 賢一と同居のため上阪。この頃から旺盛な制作がスタート。
- 1994年（平成6年） - 個展「塔本シスコはキャンバスを耕す」（滋賀県立八日市文化芸術会館、ハーモ美術館/長野）
- 1996年（平成8年） - 「芸術と素朴」（世田谷美術館/東京）。娘・和子と死別。絵が描けなくなる。
- 1997年（平成9年） - 和子の一周忌の日に《シスコの女神》を描く。絵の隅には小さく「和子命日ハレ」と記した。これを機に再び創作意欲は堰を切ったようにあふれだした。
- 2000年（平成12年） - 「素朴って?ライフ&ビジョン」（愛媛県美術館）
- 2001年（平成13年） - 貧血で倒れ、その後89歳で認知症を発症するが、制作は意欲的に続ける。
- 2005年（平成17年） - 死去。享年92。
- 2006年（平成18年） - 「快走老人録」（ボーダレス・アートミュージアム NO-MA/滋賀）
- 2008年（平成20年） - 「ピクニックあるいは回遊」（熊本市現代美術館）、「マイ・アートフル・ライフ〜描くことのよろこび〜」（川口市アートギャラリー・アトリア/埼玉）
- 2009年（平成21年） - 「マイ・アートフル・ライフ〜描くことのよろこび〜」（京都造形芸術大学ギャルリ・オーブ/京都）
- 2011年（平成23年） - 「アンリ・ルソーと素朴な画家たち」（市立小樽美術館）他
- 2013年（平成25年）
  - 「塔本シスコ生誕100年記念　シスコと生きる」出版
  - 「塔本シスコはキャンバスを耕す」（くずはアートギャラリー/大阪府）
  - 「生誕100年塔本シスコ展　この喜びは何だろう」（不知火美術館）
  - 「CAMKコレクション vol.4 『来た、見た、クマモト!』」（熊本市現代美術館）
  - 「アンリ・ルソーから始まる 素朴派とアウトサイダーズの世界」（世田谷美術館）
- 2014年（平成26年） - 「川崎市制90周年記念事業「岡本太郎とアール・ブリュット－生の芸術の地平へ」（川崎市岡本太郎美術館）
- 2021年（令和3年） - 「塔本シスコ展　シスコ・パラダイス　かかずにはいられない！人生絵日記」（世田谷美術館）

## 代表作
- 「秋の庭」（1967年/世田谷美術館蔵）
- 「夢の中、自分が子供の頃の夏祭に私の手づくりの人形が箱の中からとび出して踊っている様をかきました」（1985年/世田谷美術館蔵）
- 「前田館長と記念写真」（1995年/世田谷美術館蔵）
- 「ふるさとの海」（1992年/熊本市現代美術館蔵）
- 「自由の女神達」（1994年/滋賀県立美術館蔵）
- 「造幣局の桜」（1987年）
- 「ネコ岳 ミヤマキリシマ」（1989年）